# Option citoyenne pour la Macédoine
 (mars 2024).
Si vous disposez d'ouvrages ou d'articles de référence ou si vous connaissez des sites web de qualité traitant du thème abordé ici, merci de compléter l'article en donnant les références utiles à sa vérifiabilité et en les liant à la section « Notes et références ».
L’Option citoyenne pour la Macédoine (en macédonien : Граѓанин опција за Македонија, Grajanin Optsiya za Makedoniya, GROM) est un parti politique macédonien, fondé en mai 2013 et dirigé par Stevčo Jakimovski.

## Histoire
La GROM est établi en mai 2013 après une scission de l'Union social-démocrate, en protestation de son intention de boycotter les élections locales de 2013. La GROM investit Zoran T. Popovski pour l'élection présidentielle du 13 avril 2014 : Popovski termine 4e avec 3,61 % des voix lors du 1er tour. Le parti remporte un député aux élections législatives du 27 avril de la même année, avec 2,8 % des voix.